# Tribeca Film Festival

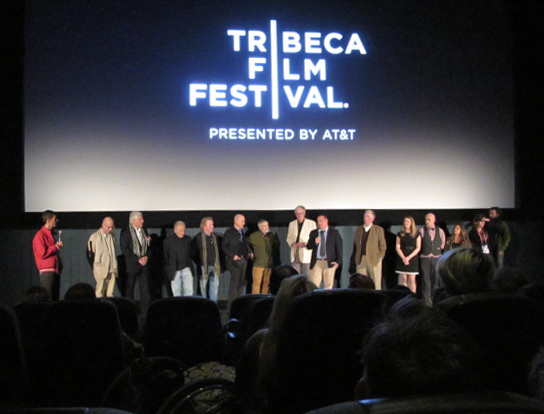
Tribeca Film Festival

Tribeca Film Festival – coroczny festiwal organizowany przez Tribeca Enterprises. Odbywa się każdej wiosny w Nowym Jorku, prezentując różnorodny wybór filmów, przemówień, muzyki, gier, grafiki i różnorodnych programów. Festiwal został założony w 2001 roku przez Roberta De Niro, Jane Rosenthal i Craiga Hatkoffa, aby pobudzić gospodarczą i kulturalną rewitalizację w Lower Manhattan po atakach na World Trade Center.
Każdego roku na festiwalu odbywa się ponad 600 pokazów, w których bierze udział około 150 000 widzów i nagradza niezależnych artystów w 23 jurorowanych konkursach.

## Nagrody

### U.S. Narrative Competition

#### Best U.S. Narrative Feature
- 2023 - Cypher w reżyserii Chris Moukarbel

#### Best Animated Short
- 2023 – Starling w reżyserii Mitra Shahidi

### Nagrody publiczności

#### Narrative Award
- 2023 - Moda na miłość, w reżyserii Numa Perrier

#### Documentary Award
- 2023 – Rise: The Siya Kolisi Story, w reżyserii Tebogo Malope